# У клинчу (1. сезона)
Прва сезона телевизијске серије У клинчу емитована је од 29. августа до 10. октобра 2022. на мрежи РТС 1. Прва сезона се састоји од 30 епизода.

## Радња
Серија У клинчу,  искрена је прича о одрастању, о тренуцима у којима млади људи на преласку из средњошколског периода постају студенти, запослени људи, који почињу да остварују или се разочаравају у своје амбиције. Гледаоци ће упознати породицу Ковач - брачни пар Миру и Вељу  који имају двоје тинејџера. Кроз приче ових и многих других јунака, пратићемо који су изазови са којима се данас суочавају млади и њихови родитељи.
Боксоваће се и са првим љубавима, одласком из породичног дома, амбицијама родитеља, у животном, али и правом рингу, јер се скоро сви чланови породице Ковач баве боксом...

## Епизоде
| Бр. еп. (укупно) | Бр. еп. (у сезони) | Наслов         | Редитељ                                | Сценариста                                                    | Премијера           |
| --- | ------------------ | -------------- | -------------------------------------- | ------------------------------------------------------------- | ------------------- |
| 1 | 1                  | „Епизода 1.1”  | Данило Бећковић и Небојша Радосављевић | Иван Станчић, Филип Вујошевић, Душан Булић и Славиша Павловић | 29. август 2022.    |
| У првој епизоди серије упознајемо главног јунака, 19-огодишњег Аљошу који, по жељи свог оца Веље, некада великог боксера и власника боксерског клуба, и сам тренира бокс и спрема се да упише ДИФ. Ипак, Аљошина права страст је прављење музике. И Аљошина девојка, Теа, растрзана је између амбиција својих родитеља и сопствених жеља. Упознајемо и микро свет у Београду у ком живе ово двоје младих - тај свет чине њихови пријатељи, брат и сестра Филип и Вања који, заједно са оцем Јаковом, држе локалну култну кафану Трст, извор разноразних проблема; затим Матија звани Симке који живи са баком Анком проводећи дане и ноћи у игрању видео игара и крипто рударењу... Сви ови млади јунаци ухваћени су у клинчу реалности оличене у несавршеним породицама, ставовима генерације својих родитеља и очекивањима света одраслих спрам сопствених снова, осећања и жеља.                          |                    |                |                                        |                                                               |                     |
| 2 | 2                  | „Епизода 1.2”  | Данило Бећковић и Небојша Радосављевић | Иван Станчић, Филип Вујошевић, Душан Булић и Славиша Павловић | 30. август 2022.    |
| Пратимо даље проблеме у Вељиној кући - након што је, због Аљошиног полагања пријемног за студије звука, Веља у налету беса истерао сина из куће, мајка Мира покушава да изглади ситуацију у породици. Мира покушава да изглади ситуацију у породици. Уједно, ова способна и стрпљива жена покушава да води своју малу, али успешну маркетиншку агенцију која се налази на прекретници са новим, крупним клијентом, Митом Топаловићем кога не прати баш добар глас. За Аљошину млађу сестру, Милицу, одлазак старијег брата из куће отвара читаво ново поље слободе како у стану, тако и у Вељином клубу. За то време, Филипова зависност о покеру креће по злу што само додатно компликује живот његовој сестри Вањи која се труди да одржи породичну кафану "Трст", у чему јој не помаже ни алкохолизам оца Јакова. Након што је Теа сазнала да иде на студије у Милано, њен и Аљошин однос је у опасности. |                    |                |                                        |                                                               |                     |
| 3 | 3                  | „Епизода 1.3”  | Данило Бећковић и Небојша Радосављевић | Иван Станчић, Филип Вујошевић, Душан Булић и Славиша Павловић | 31. август 2022.    |
| Теин и Аљошин однос је у кризи након што му је она саопштила да одлази на студије у Милано. Живот код Симкета чији дани протичу у игрању видео игара уз вечите лекције мудре бака Анке, Аљоши не помажу претерано да се избори са бесом и тугом. Након што је Филип, како би се извукао из покерашких дугова, опљачкао сопствену кафану "Трст", Вања је на ивици нервног слома. Проблеме са новцем имају и Веља и његов главни тренер Тадија који покушавају да одрже боксерски клуб да не потоне. Указаће им се сасвим неочекивано решење. |                    |                |                                        |                                                               |                     |
| 4 | 4                  | „Епизода 1.4”  | Данило Бећковић и Небојша Радосављевић | Иван Станчић, Филип Вујошевић, Душан Булић и Славиша Павловић | 1. септембар 2022.  |
| Пред Теин одлазак у Милано, њен однос са Аљошом пролази кроз турбулентан период, па Аљоша покушава да пронађе утеху у својој екипи, али ни њима није лако - након што му је Вања забранила приступ пословима породичне кафане "Трст", Филип покушава да се искупи пред правдољубивом, али строгом сестром. Ни Вања ни Филип још увек не слуте да су мафијаши са којима је Филип дошао у клинч већ бацили око на кафану "Трст". Симкетов монотони живот пред конзолом изненада се мења - хоће ли ипак морати да напусти ушушкани свет у стану бака Анке? До промена долази и у боксерском клубу када Милица почне да тренира, па Веља и Тадија полако почну да увиђају њене потенцијале. |                    |                |                                        |                                                               |                     |
| 5 | 5                  | „Епизода 1.5”  | Данило Бећковић и Небојша Радосављевић | Иван Станчић, Филип Вујошевић, Душан Булић и Славиша Павловић | 2. септембар 2022.  |
| Након што је Аљошин и Вањин покушај да се супротставе мафијашима који су пикирали кафану "Трст" успео, Вања је свесна да је битка са овим опасним људима тек почела. Ни овога пута Вања не може да се ослони на брата Филипа, јер овај долази на идеју за почетак своје нове каријере. И код Симкета долази до радикалних промена - он улази у интензивну онлајн преписку са саиграчицом у видео игри. У Аљошином одсуству, Веља сада улаже све своје напоре у тренирање Милице, а то се никако неће свидети мама Мири чији проблеми са клијентом Митом Топаловићем у маркетиншкој агенцији прерастају у праву драму. |                    |                |                                        |                                                               |                     |
| 6 | 6                  | „Епизода 1.6”  | Данило Бећковић и Небојша Радосављевић | Иван Станчић, Филип Вујошевић, Душан Булић и Славиша Павловић | 5. септембар 2022.  |
| Након физичког напада на Миту Топаловића који је сексуално узнемирио Миру, Веља се нађе у проблему пред далеко утицајнијим и перфидним непријатељем. Иако емотивно повређена, ни Мира неће седети скрштених руку. Драма ескалира и око кафане "Трст" - не знајући да су Филипа киднаповали мафијаши, Вања проводи време у страху да се мафијаши не врате у "Трст". У одсуству оца и брата, уверена је да ће сама морати да брани кафану, али Вања је заборавила да има много више пријатеља него што јој се, у њеном "све морам сама" универзуму чини. Аљоша је такође на ветрометини након одлуке да напусти Симкетову и бака Анкину кућу. |                    |                |                                        |                                                               |                     |
| 7 | 7                  | „Епизода 1.7”  | Данило Бећковић и Небојша Радосављевић | Иван Станчић, Филип Вујошевић, Душан Булић и Славиша Павловић | 6. септембар 2022.  |
| Аљоша покушава да изађе на крај са Теиним коначним одласком у Милано. Ипак Филипова одлука да се озбиљније посвети послу у Мириној маркетиншкој агенцији све га више удаљава од друга у проблему. Вања покушава да помогне Аљоши, али и њу коче њене недефинисане емоције и стрес око нових проблема у пословању кафане. Ипак, боравак у стану необичног ујка Томе, Мириног брата, Аљоши неочекивано доноси нове смернице у животу. Будући да Мирини притисци на Вељу да пружи руку помирења Аљоши, не дају плода, мајка се брине за сина, али и за Милицу коју Веља све више третира као свог новог наследника. Ипак, може ли отац да тренира ћерку? |                    |                |                                        |                                                               |                     |
| 8 | 8                  | „Епизода 1.8”  | Данило Бећковић и Небојша Радосављевић | Иван Станчић, Филип Вујошевић, Душан Булић и Славиша Павловић | 7. септембар 2022.  |
| Аљоша се суочава са реалношћу - лето се завршило и он креће на студије звука. Како ће се снаћи међу не увек добронамерним колегама и да ли ће сусрет са студенткињом глуме, Искром, донети нови трачак наде да се заборави Теа? Како посао у "Трсту" не цвета, а дугови се гомилају, Симке покушава да помогне Вањи око проширивања клијентеле, али ствари неће тећи идеално по Симкетовом штреберском плану. Симкетов онлајн однос са мистериозном Лејди Алекс се све више компликује. |                    |                |                                        |                                                               |                     |
| 9 | 9                  | „Епизода 1.9”  | Данило Бећковић и Небојша Радосављевић | Иван Станчић, Филип Вујошевић, Душан Булић и Славиша Павловић | 9. септембар 2022.  |
| Након свађе између Милице и Веље, тренер Тадија долази у незахвалну позицију посредника између једнако тврдоглавих оца и ћерке. Може ли Милица, у тако усијаној атмосфери, да израсте у шампионку? Искрин живот у Београду је све захтевнији, па она покушава да пронађе сигуран извор прихода, што не иде лако поред студија глуме. И Аљошине студије звука постају све захтевније, а његов судар са академским светом на који није навикао препун је перипетија чији главни актер све више постаје надобудни колега Поп. Са друге стране, већ у озбиљном свету бизниса реклама, Филип покушава да се докаже. Хоће ли Симкетов однос са Лејди Алекс икада изаћи из граница виртуелног? |                    |                |                                        |                                                               |                     |
| 10 | 10                 | „Епизода 1.10” | Данило Бећковић и Небојша Радосављевић | Иван Станчић, Филип Вујошевић, Душан Булић и Славиша Павловић | 12. септембар 2022. |
| Након што се Лејди Алекс није појавила на виртуелном састанку, Симке, у бесу, коначно одлучује да дела. Иако навикла на константне проблеме са кафаном "Трст", пред новом невољом Вања остаје сасвим немоћна што је одводи у својеврсну побуну против вечите улоге поуздане и узорне Вање. Несвестан сестриних проблема, Филип покушава да изађе на крај са великим послом снимања рекламе за Миру, док Аљоша полако улази у кризу самопоуздања у погледу свог места на факултету, у свету музике и уметности |                    |                |                                        |                                                               |                     |
| 11 | 11                 | „Епизода 1.11” | Данило Бећковић и Небојша Радосављевић | Иван Станчић, Филип Вујошевић, Душан Булић и Славиша Павловић | 13. септембар 2022. |
| Пратимо драматичне последице Вањиног ослобађања - збуњена након пољупца са Аљошом, као и након затварања кафане "Трст", Вања нестаје. Несвестан да је Вања нестала, Филип покушава да се повеже са девојком коју је уочио на кастингу за рекламу. За то време, Искрино интересовање за Аљошу расте иако делује да никада није прави тренутак да њих двоје започну озбиљнији однос. Милица и Веља настављају са својим хладним ратом што тренер Тадија све више трпи на својој кожи. Упркос бака Анкиним саветима, Симке наставља потрагу за Лејди Алекс. |                    |                |                                        |                                                               |                     |
| 12 | 12                 | „Епизода 1.12” | Данило Бећковић и Небојша Радосављевић | Иван Станчић, Филип Вујошевић, Душан Булић и Славиша Павловић | 14. септембар 2022. |
| Након што је Симкетова потрага за Лејди Алекс уродила плодом, питање је да ли ће му донети и жељену сатисфакцију? Након што је ненамерно допринео да Искра не добије улогу у реклами, Филип је очајан, а Искрини покушаји да помири факултет и послове са стране јој све више црпу енергију. Мири озбиљно почиње да смета Вељин тренерски однос са Милицом, као и његова опсесија боксом, а брига за Аљошин живот ван куће, код неконвенционалног ујака Томе, све више расте. |                    |                |                                        |                                                               |                     |
| 13 | 13                 | „Епизода 1.13” | Данило Бећковић и Небојша Радосављевић | Иван Станчић, Филип Вујошевић, Душан Булић и Славиша Павловић | 15. септембар 2022. |
| Из непланираног дружења Милице и Вање, упркос генерацијској разлици, рађа се постепена промена код ригидне Вање - она открива терапеутску страну спорта и проналази алтернативну породицу. За то време, у потпуном незнању, Филип и Аљоша по крају траже Вању. А, како је Симке пронашао Лејди Алекс, сазнавши да је реч о зрелој жени, Александри, која притом има и дете, овај повучени момак налази се пред највећим изазовом у свом досадашњем комфорном животу. |                    |                |                                        |                                                               |                     |
| 14 | 14                 | „Епизода 1.14” | Данило Бећковић и Небојша Радосављевић | Иван Станчић, Филип Вујошевић, Душан Булић и Славиша Павловић | 16. септембар 2022. |
| Вања и Мира се упознају током Вањиног "камповања" у Мириној породици, на обострану корист. За то време, у Вељином клубу коначно су у најави већа дешавања - хоће ли Веља, Тадија и Милица бити довољно спремни за оно што их чека? Јер, поред неисцрпног талента и воље за тренирањем бокса, Милица је ипак луда тинејџерка. Са друге стране, до јуче тинејџер, Симке је сада у ситуацији да се све више зближава са зрелијом Александром. |                    |                |                                        |                                                               |                     |
| 15 | 15                 | „Епизода 1.15” | Данило Бећковић и Небојша Радосављевић | Иван Станчић, Филип Вујошевић, Душан Булић и Славиша Павловић | 19. септембар 2022. |
| Након што су пристали да изведу Милицу на концерт, Вања и Тадија имају пуне руке посла око неукротиве боксерке. Ипак, овај излазак донеће неке новине у Вањин живот који се углавном базирао на бризи за оца, брата и породични посао. Таман када се опусти, у живот јој се враћа брат Филип са новим пословним идејама. Поред вечитих покушаја да заради новац, Филип даје све од себе и да поправи однос са Искром несвестан да се она све интензивније дружи са Аљошом. А, у кући Ковача, тензија око Аљошиног одсуства и Мириног и Вељиног неслагања око родитељских метода добија нови заокрет. |                    |                |                                        |                                                               |                     |
| 16 | 16                 | „Епизода 1.16” | Данило Бећковић и Небојша Радосављевић | Иван Станчић, Филип Вујошевић, Душан Булић и Славиша Павловић | 20. септембар 2022. |
| За Вељу и Милицу следи велики дан - дан мерења пред велики меч и конференција за новинаре у клубу Велтер. Да ли ће темпераментна Милица и само наизглед смирени Веља одолети провокацијама противника? И како ће на приближавање меча реаговати Миличина мама Мира која већ дуже време не одобрава Вељине намере да од Милице направи шампиона? И у Симкетовом дому влада немир - пошто је сазнала да је Симке у вези са старијом женом која притом има и дете, бака Анка даје све од себе да упозори незрелог унука. За то време, Филипов нови посао са кетерингом се захуктава. Хоће ли му неповерљива Вања притећи у помоћ? |                    |                |                                        |                                                               |                     |
| 17 | 17                 | „Епизода 1.17” | Данило Бећковић и Небојша Радосављевић | Иван Станчић, Филип Вујошевић, Душан Булић и Славиша Павловић | 21. септембар 2022. |
| Пред Миличин меч и након инцидента са Мунгосом, тензија расте и у клубу Велтер и у кући Ковач, а Веља све теже подноси контрадикторне улоге оца и тренера. Хоће ли Аљоша прећи преко свог поноса и притећи породици у помоћ и то баш у време када је толико фокусиран на своју музику и однос са Искром? Након што је одлучила да се врати кући, Вању чекају нове вратоломије са Филиповим пословним идејама у које се укључују и бака Анка и ујка Тома. Наизглед све делује савршено, али хоће ли Филип успети да победи своју природу и овога пута заиста да све од себе? |                    |                |                                        |                                                               |                     |
| 18 | 18                 | „Епизода 1.18” | Данило Бећковић и Небојша Радосављевић | Иван Станчић, Филип Вујошевић, Душан Булић и Славиша Павловић | 22. септембар 2022. |
| Дан је Миличиног меча и сви Аљошини пријатељи се спремају да присуствују готово епској борби у клубу Велтер. Како им се путање у Велтеру укрштају, за многе од наших јунака ово ће бити прилика и за суочавање са истинама које су хтели да сакрију. Хоће ли Симке успети да зрело заступа своју везу са Александром пред друштвом, како ће проћи унакрсни сусрет Филипа и Аљоше са Искром, а како први Аљошин сусрет са Вељом након што је напустио дом, или са Вањом коју није видео од неспретног пољупца? Права драма одвијаће се како у боксерском рингу тако и око њега. |                    |                |                                        |                                                               |                     |
| 19 | 19                 | „Епизода 1.19” | Данило Бећковић и Небојша Радосављевић | Иван Станчић, Филип Вујошевић, Душан Булић и Славиша Павловић | 23. септембар 2022. |
| Боксерски турнир у Велтеру се наставља и, након што је успешно нокаутирала противницу у полуфиналу, Милица се спрема да уђе у ринг са својом правом противницом - Мунгосовом застрашујућом ћерком Виолетом. Тензија расте и мимо ринга након што Вања почне да прозире Филипове намере са Искром. Ни Симкетов први излазак са Александром и малим Владом не тече по плану. Ипак, сви наши јунаци ујединиће се у навијању за Милицу. |                    |                |                                        |                                                               |                     |
| 20 | 20                 | „Епизода 1.20” | Данило Бећковић и Небојша Радосављевић | Иван Станчић, Филип Вујошевић, Душан Булић и Славиша Павловић | 26. септембар 2022. |
| Након неспортског напада у рингу од стране Виолете, Миличино стање је неизвесно. Брига за Милицу окупља целу породицу, али доприноси и потпуној трансформацији увек благе и разумне Мире. Од емотивних удараца до којих је дошло током меча, пате и остали јунаци - како ће Филип да изађе на крај са чињеницом да је мувао симпатију најбољег друга, а како Вања са поново пробуђеном сумњом у братовљеву искреност? Напослетку, да ли ће Симке бити спреман да се носи са нарастајућом кризом у својој вези са Александром? |                    |                |                                        |                                                               |                     |
| 21 | 21                 | „Епизода 1.21” | Данило Бећковић и Небојша Радосављевић | Иван Станчић, Филип Вујошевић, Душан Булић и Славиша Павловић | 27. септембар 2022. |
| Иако је Милици боље и ова криза је делимично превазиђена, након Вељиног срчаног удара, ситуација у кући Ковач је поново драматична - Мирин план да на неко време напусти Вељу пољуљан је због његовог критичног стања. Ипак, из велике кризе долази и нека врста катарзе, па ова ситуација нуди прилику за развој отворенијег односа између Мире и Милице, а Аљоши се, као контра породичној драми, отварају нека друга врата. И код Вање и Филипа, након кризе односа, на помолу је почетак једне нове сарадње између брата и сестре. |                    |                |                                        |                                                               |                     |
| 22 | 22                 | „Епизода 1.22” | Данило Бећковић и Небојша Радосављевић | Иван Станчић, Филип Вујошевић, Душан Булић и Славиша Павловић | 28. септембар 2022. |
| Након што се Веља пробудио из коме, Мира преузима кормило у кући Ковач, а ове промене неће се допасти ни Вељи ни Милици. Контролу у своје руке преузима и Вања која је одлучила да не дозволи да је брат Филип поново остави на цедилу - да ли ће њихов нови посао са кетерингом и враћање дугова за кафану "Трст" успети? И Анка и Симке смоћиће снаге за отворенији разговор о његовој вези са Александром и Анкином новом послу са Филипом. Оставши готово сам у клубу Велтер, Тадија има пуне руке посла. |                    |                |                                        |                                                               |                     |
| 23 | 23                 | „Епизода 1.23” | Данило Бећковић и Небојша Радосављевић | Иван Станчић, Филип Вујошевић, Душан Булић и Славиша Павловић | 29. септембар 2022. |
| Како је Аљошина песма постала велики хит, нашем главном јунаку се отварају многа врата. Ипак, да ли ће Аљоша умети мудро да бира? А, како се Веља опоравља, на Аљошу поново пада део терета од клуба Велтер и његова помоћ је потребна још неким пријатељима, као на пример Искри чија породична драма ескалира. Иако то не тврди, и Милици је потребна Аљошина помоћ - навикла на тренинге, Милица се осећа потпуно изгубљено и покушава да нађе нове изворе забаве и адреналина. |                    |                |                                        |                                                               |                     |
| 24 | 24                 | „Епизода 1.24” | Данило Бећковић и Небојша Радосављевић | Иван Станчић, Филип Вујошевић, Душан Булић и Славиша Павловић | 30. септембар 2022. |
| Након што је, уз Вањину помоћ, Филип коначно дао отказ у Мириној фирми, брат и сестра се пуном паром ангажују око кетеринга и Вања је после дужег периода оптимистична. И кафана Трст поново ради, а за Вањино расположење једним делом је заслужан и Тадија који даје све од себе да реши новонастале проблеме у клубу Велтер. Након раскида са Александром, Симке упада у очајање и поново подиже зидове око себе. Док је у његовом љубавном животу криза, у Аљошином се, стицајем околности, отвара сасвим ново поглавље. |                    |                |                                        |                                                               |                     |
| 25 | 25                 | „Епизода 1.25” | Данило Бећковић и Небојша Радосављевић | Иван Станчић, Филип Вујошевић, Душан Булић и Славиша Павловић | 3. октобар 2022.    |
| Након што се Искра преселила код Аљоше, њихов цимерски живот бива оптерећен бројним проблемима. Ипак, у турбулентном периоду, у клинчу између обавеза на факултету и жеље да зараде новац којим ће помоћи својим породицама, једно другом пружају пријатељску подршку. Филипов и Вањин посао са кетерингом, након брзог успона, долази у кризу због шкакљиве понуде једног од клијената. И Симке пролази кроз кризу након раскида са Александром, због чега предузима мере очајника. |                    |                |                                        |                                                               |                     |
| 26 | 26                 | „Епизода 1.26” | Данило Бећковић и Небојша Радосављевић | Иван Станчић, Филип Вујошевић, Душан Булић и Славиша Павловић | 4. октобар 2022.    |
| Пошто су Мира и Веља отпутовали у бању, Милица коначно добија прилику да ради шта жели, а њен живот цвета јер може да се врати тренинзима у клубу "Велтер". Ипак, ствари не иду по њеном плану, јер и Тадија је стекао самопоуздање као Вељина замена, а Миличин план о освети Виолети се компликује. Компликације чекају и Филипа и Вању након што пристану да раде за сумњиву клијентелу и то све због остварења сна о реновирању кафане "Трст". Хоће ли се ризик исплатити? |                    |                |                                        |                                                               |                     |
| 27 | 27                 | „Епизода 1.27” | Данило Бећковић и Небојша Радосављевић | Иван Станчић, Филип Вујошевић, Душан Булић и Славиша Павловић | 5. октобар 2022.    |
| На журци коју Вања и Филип организују за сумњиву клијентелу, укрштају им се путеви са Искром, али и са старим непријатељима за које су били уверени да су заувек превазиђени. Како ће се извући из нових проблема и хоће ли Аљоша, упркос затегнутим односима са Филипом, пристати да им помогне? На журци, Искра пролази кроз својеврсну драму, па проблеми на журци доводе до радикалног помака у њеном односу према себи, али и према Аљоши. |                    |                |                                        |                                                               |                     |
| 28 | 28                 | „Епизода 1.28” | Данило Бећковић и Небојша Радосављевић | Иван Станчић, Филип Вујошевић, Душан Булић и Славиша Павловић | 6. октобар 2022.    |
| Матија је у озбиљном проблему - након праћења Александре, испада љубоморе и напада од стране силеџија на улици, његово стање се погоршава, а бака Анка се брине. Суочена са насиљем јачег над слабијим и Милицина жеђ за осветом Виолети добија неочекивани обрт. Иако је Аљоша помогао Филипу и, уз помоћ Томе, спасао пријатеље од Гигине банде, Аљошин и Филипов однос је и даље у кризи. Хоће ли се Вања изборити са превише опуштеним мајсторима који реновирају кафану "Трст"? |                    |                |                                        |                                                               |                     |
| 29 | 29                 | „Епизода 1.29” | Данило Бећковић и Небојша Радосављевић | Иван Станчић, Филип Вујошевић, Душан Булић и Славиша Павловић | 7. октобар 2022.    |
| Након што је Вања са мајсторима притекла у помоћ Матији, бака Анка и он морају да се суоче са Матијином депресијом, а овај измучени момак коначно прихвата да му је потребна помоћ. И није једини. Како је изгубио испитни рад, Аљоша је такође у ситуацији да му треба помоћ пријатеља, као и Филип који очајнички покушава да организује гала журку за отварање кафане "Нови Трст". |                    |                |                                        |                                                               |                     |
| 30 | 30                 | „Епизода 1.30” | Данило Бећковић и Небојша Радосављевић | Иван Станчић, Филип Вујошевић, Душан Булић и Славиша Павловић | 10. октобар 2022.   |
| На дан отварања кафане "Нови Трст" све је неизвесно - хоће ли Вања стићи да среди кафану, а Филип да организује журку отварања; хоће ли Аљоша успети да избегне обнављање године на студијама, а Искра, након паничног напада, фијаско на првој премијери? Напослетку, хоће ли отварање "Новог Трста" довести до изглађивања свих неспоразума међу пријатељима, до попуштања клинча у ком су се сви наши јунаци нашли? Хоће ли довести до неког новог почетка за све? |                    |                |                                        |                                                               |                     |